# Państwo stowarzyszone
Państwo stowarzyszone – niepodległe państwo, które na podstawie dobrowolnej umowy z innym, z reguły większym (dominującym), państwem decyduje się na pewne konstytucyjne powiązania. Umowa międzynarodowa przeważnie obejmuje prowadzenie przez to większe państwo wspólnej polityki międzynarodowej i decydowanie o obronności.

## Państwa stowarzyszone
| Państwo stowarzyszone | Państwo, z którym jest stowarzyszone | Charakter stowarzyszenia                                                                              |
| --------------------- | ------------------------------------ | --- |
| Wyspy Marshalla       | Stany Zjednoczone, · od 1986         | Stany Zjednoczone odpowiadają za obronność i dostęp do świadczeń socjalnych dla obywateli tych państw |
| Mikronezja            | Stany Zjednoczone, · od 1986         | Stany Zjednoczone odpowiadają za obronność i dostęp do świadczeń socjalnych dla obywateli tych państw |
| Palau                 | Stany Zjednoczone, · od 1994         | Stany Zjednoczone odpowiadają za obronność i dostęp do świadczeń socjalnych dla obywateli tych państw |